# Luís de Meireles do Canto e Castro
Luís de Meireles do Canto e Castro (Angra, 16 de Maio de 1785 — Angra do Heroísmo, 23 de Março de 1854) foi um político e escritor açoriano. Fez parte da Junta Governativa absolutista que se formou em Angra após o contra-golpe miguelista de 1823 e foi autor de uma das primeiras análises conhecidas sobre a organização política dos Açores.

## Biografia
Foi filho de Luís Francisco de Meireles do Canto e Castro (Angra, 1760 — São Mateus da Calheta, 1809), senhor de um grande morgadio, sargento-mor das Ordenanças de Angra e coronel do Regimento de Milícias da Praia, e de Joana Eusébia de Ornelas Paim da Câmara (1760 — 1840), parente dos condes da Praia e pertencente a uma das mais antigas e nobres famílias da ilha Terceira.
Foi fidalgo cavaleiro da Casa Real por alvará de 13 de Maio de 1818, cavaleiro da Ordem de Nossa Senhora da Conceição de Vila Viçosa, vereador do Senado da cidade de Angra e capitão da Companhia de Ordenanças a Cavalo da mesma cidade. Era, pela sua jerarquia e pelos múltiplos vínculos que administrava um dos membros mais destacados da aristocracia angrense.
Membro da aristocracia tradicional, foi um realista convicto, partidário da monarquia tradicional. Por isso tomou partido com aqueles que se opunham à Revolução Liberal do Porto e assumiu a defesa dos direitos tradicionais de D. João VI. Quando em Agosto de 1823 um contra-golpe antiliberal colocou os miguelistas no poder em Angra, foi um dos escolhidos para integrar o governo provisório que então se estabeleceu naquela cidade.
Quando em 1828 foi restaurado de novo o liberalismo, após a vitoria protagonizada pelo Batalhão de Caçadores n.º 5, foi exilado pelo novo governo, fixando-se em Paris. Naquela cidade, aproveitou para se cultivar e para educar os filhos, os quais matriculou no Prytanée do Chateau de Menars e depois no Colégio Português de frei José da Sacra Família. Essa educação dada aos filhos levou a que tivessem, todos eles, desempenhado papéis de grande relevo na sociedade açoriana e portuguesa, colocando a família entre as mais ilustres dos Açores.
Em 1840, após as amnistias concedidas aos miguelistas e o fim do sequestro feito aos seus bens, regressou à Terceira, onde se dedicou à administração da sua vasta casa. Manteve-se afastado da política activa, residindo na sua Quinta da Candelária em São Mateus da Calheta, embora tenha publicado alguns artigos na imprensa local. Manteve uma longa contenda com o seu filho mais velho sobre a administração dos bens vinculados, a qual o leva a publicar cartas explicativas das suas razões na imprensa local.
Escreveu a obra Memória sobre as ilhas dos Açores e principalmente sobre a Terceira, considerando a educação da mocidade, a agricultura, o comércio, a administração da fazenda pública e o governo municipal, publicado em Paris no ano de 1834. Esta interessante memória foi dedicada aos deputados eleitos pelo círculo da Província Ocidental dos Açores, com capital em Angra, sendo uma das primeiras análises da situação política das ilhas e uma importante fonte para a análise do pensamento político nos Açores. A obra, escrita por um autor situado no extremo oposto do espectro político da época, é apenas comparável em importância à Corografia Açórica de João Soares de Albergaria de Sousa.
Interessou-se também pelas questões agrárias, o que o levou durante a sua estadia em França a fazer-se sócio da Académie d'Horticulture de Paris. Após o seu regresso aos Açores, elaborou e publicou uma interessante memória sobre a cultura e o comércio do trigo na ilha Terceira, provavelmente a primeira obra de economia agrária elaborada no arquipélago.
Casou no oratório da Quinta da Candelária com Francisca Paula Merens de Noronha e Távora (nascida a 15 de Janeiro de 1783), de quem teve nove filhos. Fora do casamento teve ainda quatro filhos. Entre os seus filhos contam-se:
1. Luís Meireles do Canto e Castro Merens de Távora (1816-1876), grande proprietário e último morgado dos Meireles e Merens;
2. Maria Francisca Meireles de Távora do Canto e Castro (1817-1874), casou por duas vezes, a primeira com Joaquim António da Mata e Silva e a segunda com Augusto António da Mata e Silva. Faleceu em Castelo Branco.
3. Luís Francisco Meireles do Canto e Castro (1821-1898), vereador e presidente da Câmara Municipal de Angra do Heroísmo.
4. André Francisco Meireles de Távora do Canto e Castro (1823-1898), publicista e político. Foi pai de Francisco de Meneses Meireles do Canto e Castro, o 1.º visconde de Meireles.
5. Alexandre Bento de Meireles de Távora do Canto e Castro, publicista e magistrado.
6. Maria Genoveva da Conceição Meireles (1826-1900), filha natural, directora do Asilo da Infância Desvalida de Angra.

Os filhos, educados em Paris, todos ocuparam lugares de relevo na sociedade açoriana e portuguesa, dando origem a uma descendência que marcou a vida social e política da ilha Terceira na viragem do século XIX para o século XX.

## Obras publicadas
- 1834 — Memoria sobre as Ilhas dos Açores e Principalmente sobre a Terceira, Considerando a Educação da Mocidade, a Agricultura, o Comercio, a Administração da Fazenda Publica e o Governo Municipal. Paris: Imprimerie de Madame Huzard.
- 1848 — Observações Economicas Sobre o Melhoramento do Trigo na Ilha Terceira, e Mais Alguns Artigos Correlativos a Ella. Angra do Heroísmo: Imprensa do Governo.